# Municipio de Fenter (condado de Hot Spring)
El municipio de Fenter (en inglés: Fenter Township) es un municipio ubicado en el condado de Hot Spring en el estado estadounidense de Arkansas. En el año 2010 tenía una población de 13273 habitantes y una densidad poblacional de 91,16 personas por km².

## Geografía
El municipio de Fenter se encuentra ubicado en las coordenadas 34°22′51″N 92°50′41″O / 34.38083, -92.84472. Según la Oficina del Censo de los Estados Unidos, el municipio tiene una superficie total de 145.6 km², de la cual 142.73 km² corresponden a tierra firme y (1.97%) 2.87 km² es agua.

## Demografía
Según el censo de 2010, había 13273 personas residiendo en el municipio de Fenter. La densidad de población era de 91,16 hab./km². De los 13273 habitantes, el municipio de Fenter estaba compuesto por el 69.48% blancos, el 25.98% eran afroamericanos, el 0.38% eran amerindios, el 0.32% eran asiáticos, el 0.07% eran isleños del Pacífico, el 1.42% eran de otras razas y el 2.35% pertenecían a dos o más razas. Del total de la población el 3.61% eran hispanos o latinos de cualquier raza.